# Тамбура, Адама
Адама Тамбура (фр. Adama Tamboura; родился 18 мая 1985 года в Бамако, Мали) — малийский футболист, защитник. Выступал за сборную Мали. Участник летних Олимпийских игр 2004 года в Афинах. Бронзовый призёр двух Кубков африканских наций 2012 и 2013 годов.

## Клубная карьера

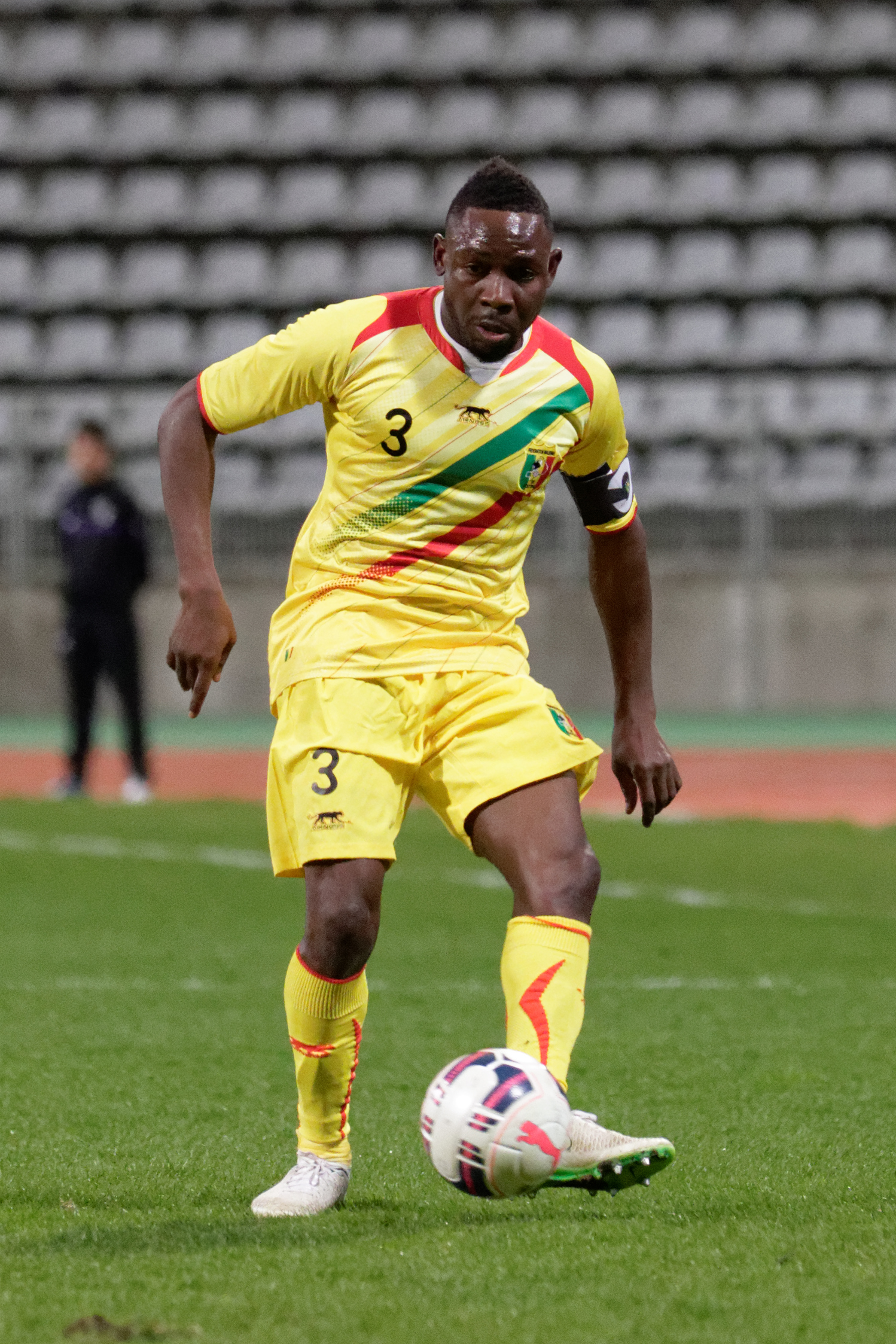
Тамбура в составе сборной Мали

Тамбура начал карьеру на родине в клубе «Джолиба», где выступал на протяжении 5 сезонов и стал одним из лучших защитников чемпионата. В 2006 году он перешёл в шведский «Хельсингборг». В новом клубе только после двух сезонов Адама получил регулярное место в основе. В 2010 году он подписал контракт с французским «Мецом». 5 февраля в матче против «Нима» Тамбура дебютировал за новый клуб. После двух сезонов в Лиге 1, Адама принял приглашение датского «Раннерс». 14 июля 2012 в поединке против «Сённерйюск» он дебютировал в датской Суперлиге. В сезоне 2012/2013 Тамбура помог «Раннерс» завоевать серебряные медали первенства Дании.
Летом 2015 года Адама перешёл в «Хобро». 11 сентября в матче против «Орхуса» он дебютировал за новую команду. По прошествии полугода клуб расторг контракт с Тамбура.

## Международная карьера
В 2004 году Тамбура попал в заявку сборной Мали на участие в летних Олимпийских играх. На турнире он был основным футболистом и сыграл во всех матчах против сборных Мексики, Греции, Южной Кореи и Италии.
В 2008 году Тамбура попал в заявку на Кубок Африки в Гане. На турнире он сыграл в матчах против сборных Нигерии и Кот-д’Ивуара
В 2010 году Адама во второй раз принял участие в Кубке Африки в Анголе. На турнире он сыграл в матчах против сборных Алжира, Малави и Анголы.
В 2012 году Тамбура в третий раз принял участие в Кубке африканских наций. На турнире он появился на поле в поединках против команд Габона, Ботсваны, Кот-д’Ивуара, Гвинея и дважды Ганы. По итогам соревнований Адама завоевал бронзовую медаль.
В 2013 году Тамбура попал в заявку на Кубок Африки в ЮАР. На турнире он появился на поле в поединках против команд Нигера, Демократической Республики Конго, ЮАР, Нигерии и дважды Ганы. По итогам соревнований Адама во второй раз подряд стал обладателем бронзовой медали.
В начале 2015 года он во второй раз отправился на Кубок Африки. На турнире Ятабаре принял участие в поединках против команд Камеруна, Кот-д’Ивуара и Гвинеи.

## Достижения
Международные
 Мали
- Кубок африканских наций — 2012
- Кубок африканских наций — 2013